# Ervalla
Ervalla is een plaats in de gemeente Örebro in het landschap Närke en de provincie Örebro län in Zweden. De plaats heeft 179 inwoners (2005) en een oppervlakte van 38 hectare. Ervalla wordt omringd door zowel landbouwgrond als bos en bij de plaats kruizen twee vrij kleine wegen elkaar. In de plaats staat de kerk Ervalla kyrka. De stad Örebro ligt zo'n twintig kilometer ten zuiden van het dorp.